# غوستاف فرودينق
غوستاف فرودينق (بالسويدية: Gustaf Fröding) (و. 1860 – 1911 م) هو مترجم، وصحفي، وشاعر، وكاتب سويدي، توفي عن عمر يناهز 51 عاماً.

## التعليم
تعلم في جامعة أوبسالا (منذ 14 سبتمبر 1880).

## روابط خارجية
- غوستاف فرودينق على موقع الموسوعة البريطانية (الإنجليزية)
- غوستاف فرودينق على موقع ميوزك برينز (الإنجليزية)
- غوستاف فرودينق على موقع ديسكوغز (الإنجليزية)